# Dikke vaalblauwe kaaszwam
De dikke vaalblauwe kaaszwam (Cyanosporus subcaesius) is een schimmel uit de familie Polyporaceae. Hij groeit saprotroof op diverse soorten loofhout.

## Kenmerken

### Uiterlijke kenmerken
Hij heeft dikke, ruig behaarde hoedjes die soms pas na druk of beschadiging een blauwige tint laten zien en doorgaans 1 tot 5 cm breed en 2 tot 3 cm dik zijn. Het oppervlak is bedekt met fijne haartjes en radiale rimpels die een licht golvende rand creëren. De poriën zijn afgerond, langwerpig, spleetachtig of labyrintisch en witachtig, 3 tot 5 mm diep en op een afstand van 5 tot 6 per mm (sommige bronnen noemen 2-4 poriën per mm).
De sporenprint is wit of heel vaag lichtblauw.

### Microscopische kenmerken
De sporen zijn cilindrisch tot allantoïde (worstvormig), glad, inamyloïde en meten 4,5-5,5 × 1-1,5 µm. Fungi of Temperate Europe geeft als Q-getal 3,6 tot 3,9.

## Ecologie
De soort lijkt vooralsnog weinig kieskeurig in de substraatkeuze; van 16 vondsten is de boomsoort bekend: es 5× (in één gebied), haagbeuk 2×, els 2×, populier 2×, wilg 2×, beuk 1×, hazelaar 1× en esdoorn 1×.

## Verspreiding
De dikke vaalblauwe kaaszwam komt voor in het grootste deel van het vasteland van Europa, maar het meest in Midden- en Noord-Europa. Deze soort wordt ook aangetroffen in delen van Azië/Australië. Hij komt in Nederland vrij algemeen voor.

## Vergelijkbare soorten
- Blauwe kaaszwam is vergelijkbaar, maar groeit op dood naaldhout in natte gebieden.[3]
- Dunne vaalblauwe kaaszwam is zeer vergelijkbaar, groeit ook op loofhout, maar maakt kleinere vruchtlichamen en heeft een minder behaart hoedoppervlak.[3]

## Taxonomie
Deze kaaszwam werd in 1974 wetenschappelijk beschreven door de mycoloog Alix David, die de basioniem vaststelde toen hij hem de binominale naam Tyromyces subcaesius gaf. Later werd hij overgebracht naar het geslacht Cyanosporus waarna het de wetenschappelijke naam Cyanosporus subcaesius kreeg.